# Bertha Nathanielsen
Bertha Nathanielsen (født 24. december 1869 i Stavanger, død 19. januar 1914 på Oringe Sindssygehospital) var en dansk porcelænsmaler.
Hendes forældre var dampskibsfører Knud Nathanielsen og Severine Gjesdahl. Bertha Nathanielsen kom til København og blev her uddannet som porcelænsmaler. 1893-1906 var hun ansat på Den kongelige Porcelainsfabrik, hvor hun udførte unikaarbejder i underglasur dekoreret med blomster og landskaber. For samme fabrik malede hun i konkurrence med 5 andre kvinder en platte til Kvindernes Udstilling i 1895. Motivet er løvetand, der har stiliserede blade og fnok, malet med bløde, svungne former.
Hun var også gennem fabrikken repræsenteret ved verdensudstillingen i Paris 1900 med 2 plaketter samt ved den danske udstilling i Berlin 1910-11. Hendes værker findes i Designmuseum Danmark, der ejer hendes lågvase (1898) og en vase (1902), samt i flere privatsamlinger i udlandet. Kunsthistorikeren Victor P. Christensen fremhævede i 1929 de "nervøse, forfinede Blomsterbilleder af den ypperlige Frk. Bertha Nathanielsen". 
Hun forblev ugift og er begravet i Oringe.